# MAN NL262
El Man NL262F fue un chasis fabricado por la empresa alemana MAN AG Buses para autobuses urbanos. Apareció a mediados de los 90 para reemplazar al MAN NL202F. 
En España, dicho chasis fue carrozado por Castrosua e Hispano Carrocera (actual Tata Hispano). A finales de los 90 fue reemplazado por el MAN NL263F.
También tuvo una versión articulada denominada MAN NG312F, que en España fue carrozada por Castrosua. Desapareció a la par que el NL262F.